# دودرغه
دودرغه (بالفارسية: دودرگِه) هي قرية أفغانية في مقاطعة خواهان التابعة لولاية بدخشان الواقعة في شمال شرق أفغانستان.